# Lieselotte Rau
Lieselotte Rau (* 22. August 1929 in Osnabrück; † 30. Dezember 2017 in Berlin) war eine deutsche Schauspielerin.

## Leben

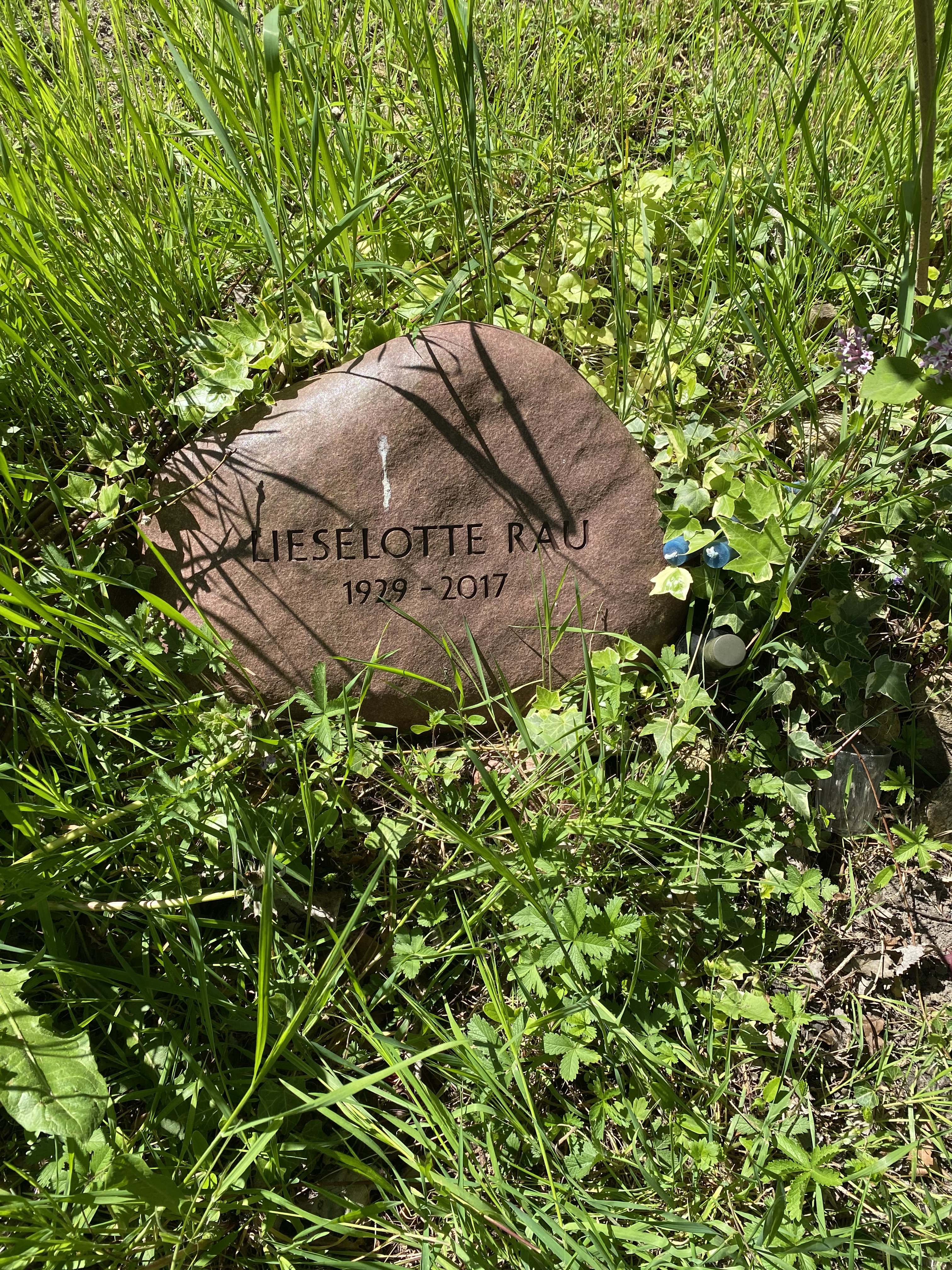
Grabstätte auf dem Friedrichswerderschen Friedhof

Ihre künstlerische Ausbildung erhielt sie als Lieselotte Kaufmann von 1949 bis 1951 an der Schauspielschule Düsseldorf von Gustaf Gründgens. Sie gab ihr Bühnendebüt 1951 in Salzburg und nahm von 1954 bis 1964 ein Engagement am Staatstheater Stuttgart wahr.
Anschließend war sie an den Staatlichen Schauspielbühnen Berlin tätig.
Hier spielte sie 1964 u. a. die Rolle der Marat-Mörderin Charlotte Corday in der Inszenierung Die Verfolgung und Ermordung Jean Paul Marats dargestellt durch die Schauspielgruppe des Hospizes zu Charenton unter Anleitung des Herrn de Sade von Peter Weiss. 1972 war sie in Dieter Dorns Inszenierung von Thomas Bernhards Der Ignorant und der Wahnsinnige die Königin der Nacht. 1974 übernahm sie die Titelrolle in Die Gräfin von Rathenow von Hartmut Lange und 1979 die Rolle der Frau Koldehoff in dem Lange-Stück Pfarrer Koldehoff.
1981 verkörperte sie die Oberpriesterin in Neuenfels’ Inszenierung von Kleists Penthesilea und 1982 die Emilia in Hans Gratzers Othello mit Peter Roggisch in der Titelrolle. 1989 war sie als Mutter in Gorkis Kleinbürger zu sehen und 1992 als Nachbarin in Benno Bessons Inszenierung von Coline Serreaus Komödie Hase Hase. Im Fernsehen konnte man Lieselotte Rau selten erleben, sie beteiligte sich aber öfter an Hörspielen und war als Synchronsprecherin zweimal die deutsche Stimme von Marlene Dietrich.
1969 wurde Rau mit dem Deutschen Kritikerpreis ausgezeichnet.
Sie war verheiratet mit dem Verleger Dr. Friedrich Kaufmann (Dietrich Reimer Verlag). Sie hatte drei Kinder, darunter ihre Tochter, die Kamerafrau Judith Kaufmann. Beigesetzt wurde Lieselotte Rau auf dem Friedrichswerderschen Friedhof. 

## Filmografie
- 1961: Hermann und Dorothea
- 1963: Don Carlos. Infant von Spanien
- 1967: Die Verfolgung und Ermordung Jean Paul Marats
- 1972: Tatort: Rechnen Sie mit dem Schlimmsten! (Fernsehreihe)
- 1983: Heinrich Penthesilea von Kleist
- 1988: Land der Väter, Land der Söhne

## Hörspiele (Auswahl)
- 1957: Walter Oberer: Der Feind des Präsidenten – Regie: Ulrich Lauterbach (hr/SDR)
- 1965: Yasushi Inoue: Das Jagdgewehr (Saiko) – Bearbeitung und Regie: Gert Westphal (RIAS Berlin)
- 1978: George Tabori: Die 25. Stunde, Regie: George Tabori (RIAS Berlin)
- 1980: J. R. R. Tolkien: Der Hobbit – Regie: Heinz Dieter Köhler (Hörspiel – WDR)
- 1990: Horst Bosetzky / Steffen Mohr: Schau nicht hin, schau nicht her – Regie: Ulrike Brinkmann (Hörspiel – RIAS Berlin)
- 1992: Julio Cortázar: Ende des Spiels – Regie: Barbara Plensat (Hörspiel – DS Kultur)